# Terminator: The Sarah Connor Chronicles
Terminator: The Sarah Connor Chronicles ist eine US-amerikanische Fernsehserie basierend auf den ersten beiden Kinofilmen der Terminator-Serie: Terminator sowie Terminator 2 – Tag der Abrechnung und führt die Geschichte von Sarah Connor und ihrem Sohn John – dem zukünftigen Führer der Widerstandsbewegung – fort. Die Handlungen des dritten (Terminator 3 – Rebellion der Maschinen) und vierten (Terminator: Die Erlösung) Kinofilms spielen keine Rolle.
Aufgrund der relativ niedrigen Einschaltquoten in den Vereinigten Staaten setzte Fox die Serie bereits nach zwei Staffeln im Mai 2009 offiziell ab.

## Handlung
Sarah Connor und ihr Sohn John versuchen 1999 unter falschem Namen ein normales Leben zu führen, nachdem sie (im zweiten Kinofilm) die Computerfirma Cyberdyne zerstört haben, und somit den Tag des Jüngsten Gerichts abgewendet zu haben glauben. Dabei müssen sie nicht nur vor den Behörden auf der Hut sein, die sie als Terroristen verfolgen, sondern auch vor weiteren Maschinenwesen aus der Zukunft.
Trotz eines Ortswechsels kommt ein T-888-Terminator namens Cromartie auf die Spur von John und versucht ihn in seiner neuen Schule zu töten. Dabei entpuppt sich Johns Mitschülerin Cameron Phillips ebenfalls als Terminator-Modell, das allerdings den Auftrag hat, John zu beschützen. Es gelingt ihnen, dem T-888 zu entkommen. Sie schließen sich gemeinsam mit Sarah in den Tresorraum einer Bank ein, in dem eine Zeitmaschine als Fluchtmöglichkeit aufbewahrt war.
Angekommen im Jahr 2007 versuchen die drei, gemeinsam mit Johns aus der Zukunft eingetroffenem Onkel Derek Reese, die Machtergreifung der Maschinen durch das Computernetzwerk Skynet zu verhindern, um dadurch den zu erwartenden Tag des jüngsten Gerichts abzuwenden. Der FBI-Agent James Ellison sowie Sarahs ehemaliger Verlobter Charley Dixon werden trotz des Zeitsprungs auf die drei aufmerksam. Auch der T-888 (Triple Eight) setzt die Verfolgung fort.

## Episoden
| Nummer | Folgentitel (Deutsch)      | Folgentitel (Original) | Erstausstrahlung USA | Erstausstrahlung Deutschland | Erstausstrahlung Deutschland (Free-TV) | Zuschauerzahl in Millionen (USA) | Zuschauerzahl in Millionen (Deut.) |
| ------ | -------------------------- | ---------------------- | -------------------- | ---------------------------- | -------------------------------------- | -------------------------------- | ---------------------------------- |
| 1      | Die Gejagten               | Pilot                  | 13. Jan. 2008        | 20. Okt. 2008                | 12. Jan. 2009                          | 18,3                             | 2,04                               |
| 2      | Der Verräter               | Gnothi Seauton         | 14. Jan. 2008        | 27. Okt. 2008                | 19. Jan. 2009                          | 10,07                            | 1,44                               |
| 3      | Der Türke                  | The Turk               | 21. Jan. 2008        | 3. Nov. 2008                 | 26. Jan. 2009                          | 8,65                             | 1,36                               |
| 4      | Der Golem                  | Heavy Metal            | 4. Feb. 2008         | 10. Nov. 2008                | 2. Feb. 2009                           | 8,85                             | 1,32                               |
| 5      | Das Schachspiel            | Queen’s Gambit         | 11. Feb. 2008        | 17. Nov. 2008                | 9. Feb. 2009                           | 8,3                              | 1,23                               |
| 6      | Von Maschinen und Menschen | Dungeons & Dragons     | 18. Feb. 2008        | 24. Nov. 2008                | 16. Feb. 2009                          | 8,1                              | 1,06                               |
| 7      | Die Hand Gottes            | The Demon Hand         | 25. Feb. 2008        | 1. Dez. 2008                 | 23. Feb. 2009                          | 7,12                             | 0,32                               |
| 8      | Vicks Chip                 | Vick’s Chip            | 3. März 2008         | 8. Dez. 2008                 | 2. März 2009                           | 7,75                             | 0,58                               |
| 9      | Der Todesbote              | What He Beheld         | 3. März 2008         | 15. Dez. 2008                | 9. März 2009                           | 8,29                             | 0,42                               |

| Nummer | Folgentitel (Deutsch)     | Folgentitel (Original)                     | Erstausstrahlung USA | Erstausstrahlung Deutschland | Zuschauerzahl in Millionen (USA) | Zuschauerzahl in Millionen (Deut.) |
| ------ | ------------------------- | ------------------------------------------ | -------------------- | ---------------------------- | -------------------------------- | ---------------------------------- |
| 1      | Samson & Delilah          | Samson & Delilah                           | 8. Sep. 2008         | 7. Sep. 2009                 | 6,34                             | -                                  |
| 2      | Der Ingenieur             | Automatic for the people                   | 15. Sep. 2008        | 7. Sep. 2009                 | 5,49                             | -                                  |
| 3      | Mausefalle                | The Mousetrap                              | 22. Sep. 2008        | 14. Sep. 2009                | 5,82                             | -                                  |
| 4      | Blackout                  | Allison from Palmdale                      | 29. Sep. 2008        | 14. Sep. 2009                | 5,34                             | -                                  |
| 5      | Martin Bedell             | Goodbye to All That                        | 6. Okt. 2008         | 21. Sep. 2009                | 5,79                             | -                                  |
| 6      | Familientherapie          | The Tower Is Tall But the Fall Is Short    | 20. Okt. 2008        | 21. Sep. 2009                | 5,02                             | -                                  |
| 7      | Die Brüder von Nablus     | Brothers of Nablus                         | 3. Nov. 2008         | 28. Sep. 2009                | 5,17                             | -                                  |
| 8      | Showdown                  | Mr. Ferguson Is Ill Today                  | 10. Nov. 2008        | 28. Sep. 2009                | 5,15                             | -                                  |
| 9      | Der Uhrmacher             | Complications                              | 17. Nov. 2008        | 5. Okt. 2009                 | 5,09                             | -                                  |
| 10     | Die zehn Gebote           | Strange Things Happen at the One Two Point | 24. Nov. 2008        | 5. Okt. 2009                 | 4,57                             | -                                  |
| 11     | Self Made Man             | Self Made Man                              | 1. Dez. 2008         | 12. Okt. 2009                | 5,82                             | -                                  |
| 12     | Sydney                    | Alpine Fields                              | 8. Dez. 2008         | 12. Okt. 2009                | 5,25                             | -                                  |
| 13     | Die Abraham-Blogs         | Earthlings Welcome Here                    | 15. Dez. 2008        | 19. Okt. 2009                | 5,29                             | -                                  |
| 14     | Die Wunde                 | The Good Wound                             | 13. Feb. 2009        | 19. Okt. 2009                | 3,71                             | -                                  |
| 15     | Wüstengesänge             | Desert Cantos                              | 20. Feb. 2009        | 26. Okt. 2009                | 3,84                             | -                                  |
| 16     | Geisterstunde             | Some Must Watch, While Some Must Sleep     | 27. Feb. 2009        | 26. Okt. 2009                | 3,42                             | -                                  |
| 17     | Jeder für sich            | Ourselves Alone                            | 6. März 2009         | 2. Nov. 2009                 | 2,96                             | -                                  |
| 18     | Heute ist der Tag, Teil 1 | Today Is The Day, Part I                   | 13. März 2009        | 2. Nov. 2009                 | 3,50                             | -                                  |
| 19     | Heute ist der Tag, Teil 2 | Today Is The Day, Part II                  | 20. März 2009        | 9. Nov. 2009                 | 3,65                             | -                                  |
| 20     | Der Leuchtturm            | To The Lighthouse                          | 27. März 2009        | 9. Nov. 2009                 | 3,83                             | -                                  |
| 21     | Kain und Abel             | Adam Raised a Cain                         | 3. Apr. 2009         | 16. Nov. 2009                | 3,35                             | -                                  |
| 22     | Flucht nach vorn          | Born to Run                                | 10. Apr. 2009        | 16. Nov. 2009                | 3,60                             | -                                  |

## Schauspieler und Rollen

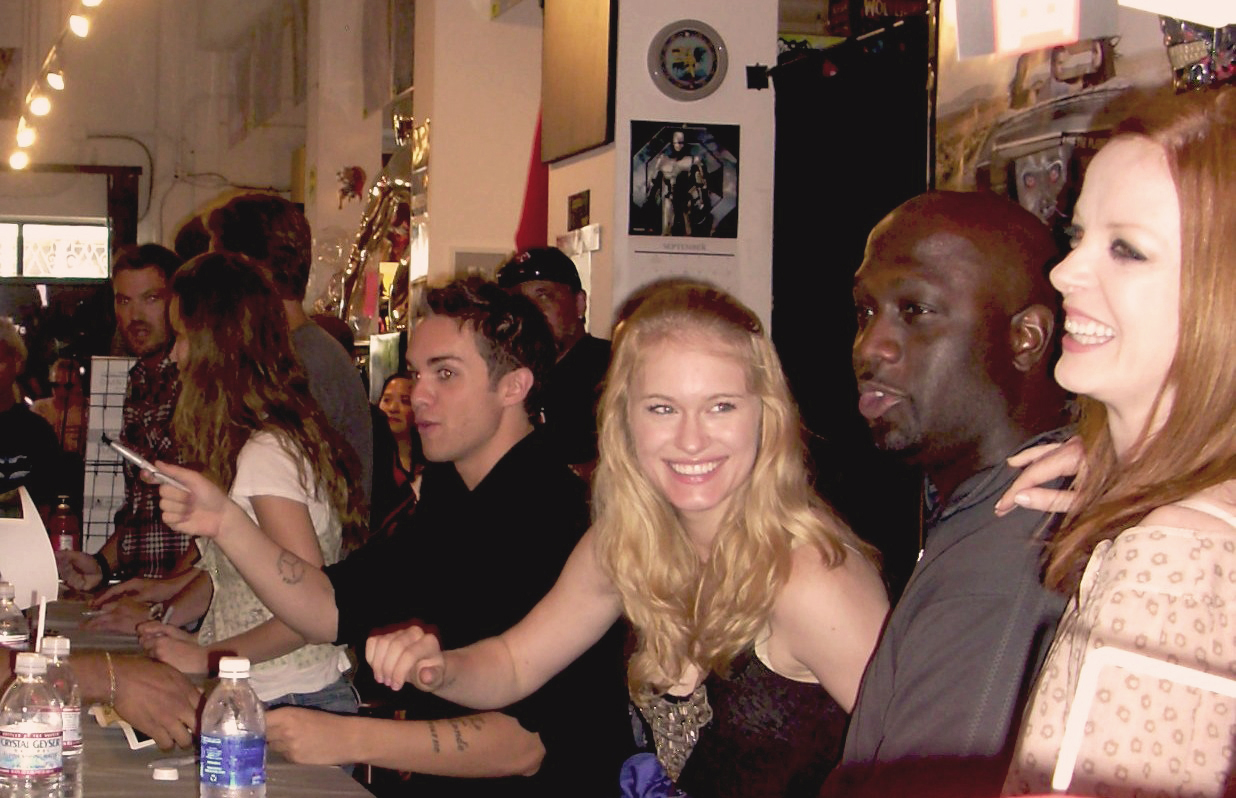
Die Terminator: S.C.C.-Darsteller Shirley Manson, Richard T. Jones, Leven Rambin, Thomas Dekker, Summer Glau und Brian Austin Green (von rechts; 2008)

- Lena Headey als Sarah Connor: Sarah ist eine der Hauptfiguren in der Terminator-Serie. Sie ist die Mutter von John Connor, der in der Zukunft der Führer der Widerstandsbewegung sein wird. Sie wird von den Behörden als geisteskranke Flüchtige gesucht. – Serienerfinder Josh Friedman sah sich über 300 Schauspielerinnen für diese Rolle an. Er suchte eine, „die den Geist der Rolle verkörpert und glaubwürdig herüberkommt, und nicht nur so ein Hollywood-Sternchen“.[2] Nachdem ein Freund die englische Schauspielerin Lena Headey für die Rolle empfohlen hatte, sah sich Friedman ihr Probevideo an und dachte, sie sei eine sehr toughe Frau.[2] Headey war besorgt, ob sie die Ikone Linda Hamilton aus den Terminator-Filmen in dieser Serie einnehmen konnte. Sie sagte, Linda Hamilton wird immer die original Sarah Connor sein, und es sei sehr bedauerlich, dass sie nicht dabei ist. Sie zeigte Bedenken, ob das Publikum sie als Sarah Connor annehmen wird.[3] Headeys Sarah Connor wurde als nicht so muskulös wie Linda Hamilton in „T2“ kritisiert.[4][5]

- Thomas Dekker als John Connor: John ist Sarahs Sohn und der zukünftige Anführer der Widerstandsbewegung gegen Skynet. Die Figur war 15 Jahre alt, als die Serie startete und wurde im Finale der ersten Staffel 16. Während der Serie kämpft John mit seinen Gefühlen für Cameron, die ein Terminator ist. – Dekker wurde erst gecastet, als Headey die Rolle der Sarah Connor sicher hatte.[6] Seine Managerin drohte ihn aus seiner Rolle als Zach in der NBC-Serie Heroes herauszunehmen, da die Autoren der Serie anfangs planten, ihn einen Homosexuellen darstellen zu lassen. Eine homosexuelle Rolle habe Fox' Interesse an Dekker mindern können.[7] Zu den Terminator-Filmen sagte Dekker: „Dies waren meine Lieblingsfilme, als ich jünger war. Es ist so ironisch, dass ich das jetzt mache.“[8] Dekker beschreibt seine Rolle als „die Fortsetzung von Eddie Furlongs Rolle“, jedoch „düsterer und erwachsener“.

- Summer Glau als Cameron Phillips: Cameron ist ein Terminator, der aus dem Jahr 2027 von General John Connor zurückgeschickt wurde, um sein jüngeres Ich zu beschützen. Das Modell und die genauen Fähigkeiten sind nicht bekannt.[9] Sie hat jedoch eine stark verbesserte menschliche Mimik im Vergleich zum T-800 Model. Zudem ist sie der erste Terminator, der wie die Menschen Nahrung zu sich nehmen kann. Diese Fähigkeit konnte man im Pilotfilm sowie in der Episode „Die Hand Gottes“ sehen. Im Verlauf der Serie wird enthüllt, dass Cameron eine gestohlene Identität der Widerstandskämpferin Allison Young ist. – Glau hatte bis zu ihrem Casting als Cameron Phillips noch keinen der Terminator-Filme gesehen. Friedman wollte Glau zuerst für einen Pilotfilm, welchen er vier Jahre vor Terminator: S.C.C. plante, aber sie war bereits für Serenity – Flucht in neue Welten verpflichtet. Glau sprach aufgrund ihrer Vorurteile zum Charakter Camerons beinahe nicht für die Rolle vor und glaubte, dass sie nicht diesen gewissen „Terminator Look“ hätte.[10] Während sie die Rolle der Cameron spielte, sagte Glau, dass sie von der Rolle „eingeschüchtert“ sei, da es für sie eine Herausforderung war, die Balance zwischen menschlichen und maschinellen Eigenschaften zu finden.[11]

- Richard T. Jones als James Ellison: Ellison ist ein FBI-Special-Agent auf der Suche nach Sarah Connor. Anfangs amüsiert über Sarahs haarsträubende Geschichte, findet er später unerklärliche Beweisstücke für die Existenz von Terminatoren, bis hin zum Körper Cromarties. Letztlich erkennt er die ganze Wahrheit. In der zweiten Staffel arbeitet er für Catherine Weaver, der Chefin der Hightech-Firma ZeiraCorp. – Jones beschreibt seine Rolle als „Mann des Glaubens“.[12] Ihm ist es sogar gestattet, einige Zeilen seiner Rolle zu improvisieren, um der Serie ein wenig Komik zur Auflockerung zu verleihen.

- Garret Dillahunt als Cromartie: Cromartie ist ein Terminator des Modells T-888,[13] der aus der Zukunft zurückgeschickt wurde, um John Connor zu töten. Die Rolle wurde im Pilotfilm noch von Owain Yeoman gespielt. Er zog sich schwere Beschädigungen seiner biologischen Hülle zu, sodass nur noch sein metallisches Endoskelett übrig blieb. Nachdem er zu einer neuen biologischen Hülle in der Folge Der Türke gelangte, welche dem Schauspieler George Lazlo nachempfunden ist, setzte er seine Jagd nach John Connor fort. Nachdem er John und Riley bis nach Mexiko verfolgte, wurde Cromaties Chip zerstört und sein Körper in der Wüste vergraben. Als John den Körper später holen wollte, um ihn endgültig zu vernichten, war dieser verschwunden: Ellison rettete diesen Körper für Catherine Weaver, die ihn mit der künstlichen Intelligenz namens Babylon verbindet und ihm den Namen John Henry gibt. – Dillahunt ist in der ersten Staffel nur ein wiederkehrender Charakter, in der zweiten Staffel bekommt er eine feste Rolle als George Lazlo, Cromartie und John Henry.

## Ausstrahlung
Die Serie startete am 13. Januar 2008 auf Fox. Der Pilotfilm hat in den USA nach Angaben von filmstarts.de Rekordwerte erzielt. Mit 18,3 Millionen Zuschauern sei das der beste Start für eine Serie des Senders in den letzten acht Jahren. Als Ursachen werden dafür unter anderem eine geschwächte Konkurrenz aufgrund des damaligen Drehbuchautorenstreiks und die vorangegangene Ausstrahlung eines Footballspiels mit hohen Einschaltquoten erwähnt. Die Quoten der folgenden Episoden sanken deutlich ab, so dass nach kurzer Zeit nur noch weniger als die Hälfte der Zuschauer der Startepisode einschalteten. Zwar sanken die Quoten in der zweiten Staffel weiter, dennoch wurde die Staffel auf volle 22 Episoden erweitert.
Im deutschen Fernsehen wurde die 1. Staffel der Serie zunächst auf dem Pay-TV-Sender Premiere gesendet. Im Free-TV war sie vom 12. Januar bis zum 9. März 2009 auf ProSieben zu sehen. Die 2. Staffel wurde von September 2009 bis November 2009 bei Sky Cinema Hits ausgestrahlt. Im Free-TV lief sie erstmals ab dem 11. Februar 2014 auf ProSieben Maxx.
ProSieben verlegte die Ausstrahlung der Serie nach den ersten sechs Folgen der ersten Staffel in das Nachtprogramm, da die Einschaltquoten hinter den Erwartungen des Senders zurückblieben.
ProSieben entschied sich dafür, den Originaltitel in abgekürzter Form als Terminator: S.C.C. zu übernehmen, um eine Verwechslung mit der Sängerin Sarah Connor, über die der Sender mehrere Doku-Soaps ausstrahlte, zu vermeiden. Auf Sky (damals Premiere), wo die Serie zuvor bereits gezeigt wurde, lief die Serie unter ihrem US-Originaltitel (lediglich der vorangestellte Artikel „The“ wurde weggelassen).

## Synchronisation
Die deutschsprachige Synchronfassung wurde von Arena Synchron unter der Dialogregie von Martin Keßler nach dem Dialogbuch von Martina Marx hergestellt. Martin Keßler übernahm daneben auch die Synchronisation von mehreren Nebencharakteren.
| Rolle                                 | Auftritte   | Schauspieler       | Synchronsprecher     |
| ------------------------------------- | ----------- | ------------------ | -------------------- |
| Sarah Connor                          | 1.01–2.22   | Lena Headey        | Gundi Eberhard       |
| John Connor                           | 1.01–2.22   | Thomas Dekker      | David Turba          |
| Cameron Phillips / Allison Young      | 1.01–2.22   | Summer Glau        | Sonja Spuhl          |
| James Ellison                         | 1.01–2.22   | Richard T. Jones   | Tobias Kluckert      |
| Derek Reese                           | 1.05–2.22 1 | Brian Austin Green | Matthias Deutelmoser |
| George Lazlo / Cromartie / John Henry | 1.04–2.22 1 | Garret Dillahunt   | Olaf Reichmann       |
| Catherine Weaver                      | 2.01–2.22 1 | Shirley Manson     | Christin Marquitan   |
| Riley Dawson                          | 2.02–2.18 2 | Leven Rambin       | Tanya Kahana         |

## DVD- und Blu-ray-Veröffentlichung
Vereinigte Staaten
- Staffel 1 erschien am 19. August 2008 auf DVD und Blu-ray.
- Staffel 2 erschien am 22. September 2009 auf DVD und Blu-ray.

Deutschland
- Staffel 1 erschien am 20. März 2009 auf DVD und am 27. März 2009 auch auf Blu-ray.
- Staffel 2 erschien am 12. Februar 2010 auf DVD und Blu-ray.

## Sonstiges
Der Name des Charakters Cameron ist eine Hommage an James Cameron, dem Regisseur der ersten beiden Terminator-Filme.
In der zweiten Staffel gab die Sängerin Shirley Manson als Catherine Weaver – Chefin eines High-Tech-Konzerns – ihr Schauspieldebüt.
Der Soundtrack zu der Serie erschien im Oktober 2008 unter dem Titel Terminator: The Sarah Connor Chronicles. Komponist war Bear McCreary.